# Adalbert I. (Worms)
Adalbert I. von Rheinfelden (* um 1020; † 6. August 1070) war Benediktiner und 1065 bis 1070 Bischof von Worms.

## Herkunft

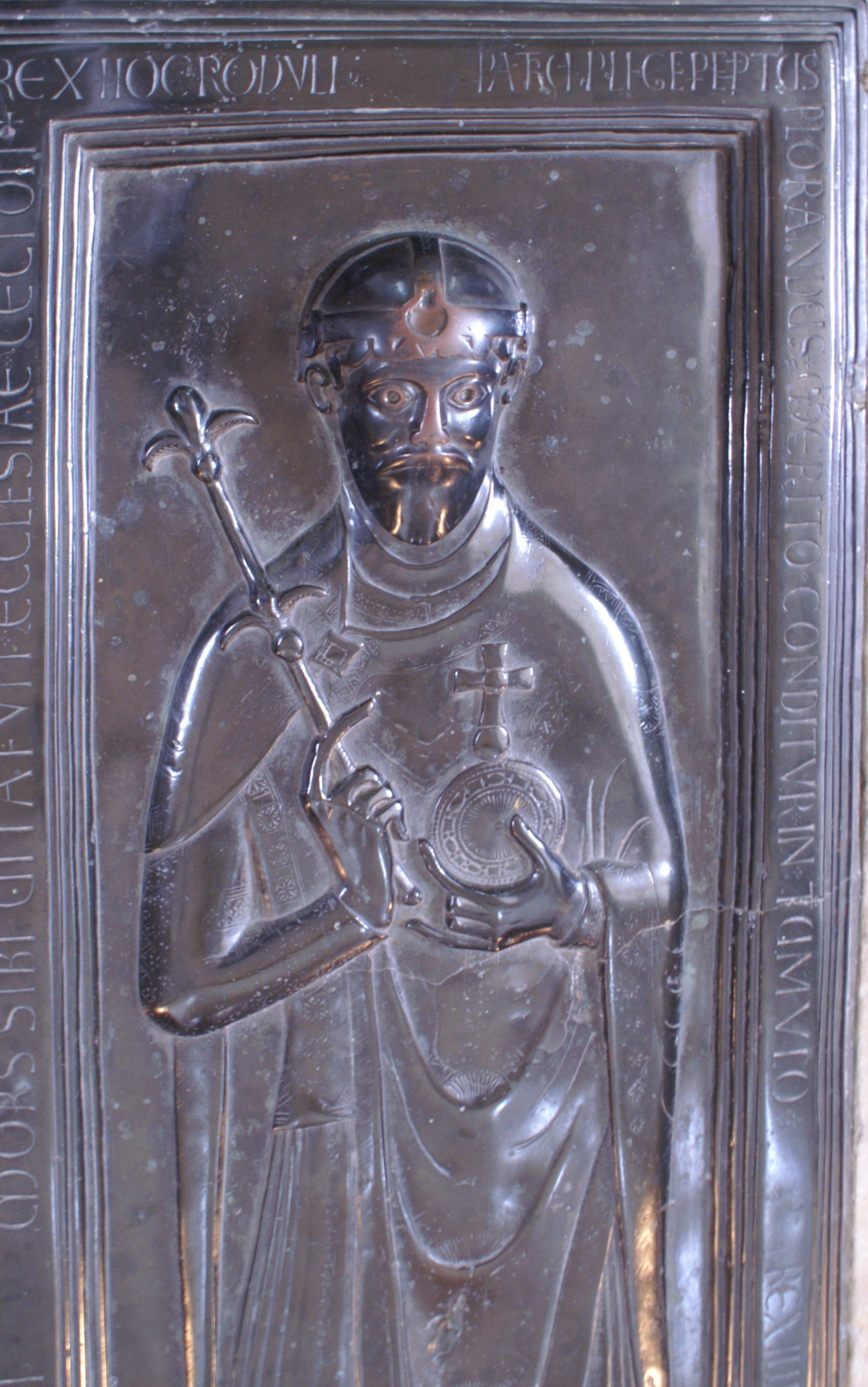
Grabplatte des Bruders Rudolf von Rheinfelden im Dom zu Merseburg; älteste Bronzegrabplatte Mitteleuropas

Er entstammte einer vornehmen burgundischen Grafenfamilie, die sich nach Rheinfelden in der Schweiz benannte und mit den Rudolfingern, dem burgundischen Zweig der Welfen, sowie mit den Liudolfingern, verwandt war.
Rudolf von Rheinfelden, Herzog von Schwaben und späterer deutscher Gegenkönig, war sein Bruder. Beider Vater hieß Kuno von Rheinfelden und war der Halbbruder Itas von Lothringen, Gemahlin Graf Radbots von Habsburg.

## Leben
Adalbert von Rheinfelden wurde Benediktiner in der Fürstabtei St. Gallen. Sein Bruder stand unter König Heinrich IV. lange Zeit in hohen Ehren, worauf vermutlich die Berufung zum Wormser Bischof zurückzuführen ist. Seine Ernennung erfolgte im Sommer (wohl Juni) 1065, die Weihe am 22. oder 23. September des Jahres.
Adalbert war sehr korpulent und galt zu seiner Zeit als der dickste bekannte Mann. Der zeitgenössische Chronist Lampert von Hersfeld schreibt ziemlich abwertend über ihn: „Er war auf einem Bein völlig lahm und in jeder Beziehung sehenswert. Er war nämlich ungeheuer stark, überaus gefräßig und so dick, dass sein Anblick mehr Entsetzen als Bewunderung hervorrief.“ Außerdem sei er sehr breitschultrig gewesen, man habe ihn kaum ohne Ekel und Grauen ansehen und ihn für ein Ungetüm der alten Fabelwelt oder des Totenreiches halten können.
Seine enorme Körperfülle wird von allen Chronisten überliefert, jedoch ist ungeklärt, ob sie tatsächlich allein auf „Gefräßigkeit“ oder nicht auf eine Krankheit zurückzuführen ist. Nach der zeitgenössischen Beschreibung scheint Adalbert überdies missgebildet gewesen zu sein. Lampert von Hersfeld schreibt zur (ihm offenbar unbekannten) Todesursache, er sei „wohl an seiner Fettleibigkeit erstickt“, was spätere Geschichtsschreiber als Tatsache und Hinweis auf seine Unmäßigkeit kolportierten, wenngleich es dafür keinerlei stichhaltige Belege gibt.
Wie sein Bruder Rudolf von Rheinfelden unterstützte der Bischof eine Erneuerung der Kirche im Sinne der Cluniazensischen Reformen. In der Helvetia Sancta heißt es über ihn: „Dem Leibe nach war er ungemein dick und fast von unförmlichem Umfange, allein in diesem wohnte eine schöne Seele und er zeichnete sich ebenso durch Nüchternheit als durch Heiligkeit aus.“
Die überlieferte Grabinschrift lautete: „Standhaft und heiteren Sinns hat Adalbero die Bürger von Worms den Glauben im Herz treu zu bewahren gelehrt. Also hat er die Treu bewahrt und die Herde geweidet und so stieg er empor, sterbend zum Sternengezelt.“
1068 wurde der Wormser Stadtteil Hochheim durch Bischof Adalbert von Rheinfelden erstmals urkundlich genannt.
Des Bischofs Neffe (Sohn seiner Schwester Judith), Abt Adelgaud von Ebersheimmünster, ließ in seinem Kloster 1077 heimlich die Königskrone für seinen Onkel Rudolf von Rheinfelden herstellen.